# Sarotrúrids
Els sarotrúrids (Sarothruridae) són una família d'ocells, membres de l'ordre dels gruïformes (Gruiformes). Viuen a Madagascar, l'Àfrica subsahariana, Nova Guinea i les Moluques.

## Taxonomia
Antany les diferents espècies s'incloïen a la família dels ràl·lids (Rallidae). El Congrés Ornitològic Internacional va incloure el gènere Sarothrura dins la recuperada família dels sarotrúrids, arran els treballs de Hackett et al. 2008 que mostrava que aquestes espècies eren germanes de la família dels Heliornítids.
Més tard es van incloure també dins els satrúrids altres dos gèneres, arran treballs com ara Garcia-R et al 2014:
- Gènere Mentocrex, amb dues espècies.
- Gènere Sarothrura, amb 9 espècies.
- Gènere Rallicula, amb 4 espècies.